# 王皇后 (杨溥)
王皇后（?—?），杨吴睿帝杨溥的皇后。初为德妃，大和五年（933年）九月初一册为皇后。天祚三年（937年）十月，杨溥禅位于南唐李昪，第二年（938年）十二月廿八，杨溥卒于丹阳宫，王皇后不知所终。